# Worthington (Missouri)
Worthington è un villaggio degli Stati Uniti d'America, situato nello Stato del Missouri, nella contea di Putnam.